# L'Archiviste de Dublin

L'Archiviste de Dublin (titre original : The Dalkey Archive) est un roman de Brian O'Nolan dit Flann O'Brien, paru en Irlande en 1964 et traduit en français par Patrick Reumaux en 1995.

## Résumé
Ce roman est notoirement impossible à résumer. Il se déroule à Dalkey, une petite ville irlandaise, et compte parmi ses personnages un savant nommé De Selby qui prétend pouvoir détruire la planète, James Joyce et saint Augustin.

## Réception
Le roman a donné son nom à une maison d'édition américaine, Dalkey Archive Press, fondée à Chicago en 1984, et qui réédite des chefs-d'œuvre méconnus de la littérature.